# Rubén Verna
Rubén Verna (n. ca. 1948), es un cantante argentino, con registro de tenor, orientado principalmente a la música folklórica de América, que integró importantes grupos vocales, entre ellos Les Luthiers, Cuarteto Zupay y Opus Cuatro.
Es coautor, con Oscar Cardozo Ocampo, de la música de la obra El inglés, sobre textos de Juan Carlos Gené. Entre 1997 y 2000 se desempeñó como Director Nacional de Música.

## Trayectoria
Entre 1969 y 1971 integró el grupo Les Luthiers, participando en el show Blancanieves y los 7 pécados capitales y en el disco Sonamos, pese a todo cantando el tema "El polen ya se esparce por el aire" y la "Cantata de la planificación familiar".
En 1971 dejó Les Luthiers para integrarse al Cuarteto Zupay, como cantante y arreglador musical del grupo. Verna ingresó en reemplazo de Aníbal López Monteiro e integró el cuarteto con Pedro Pablo García Caffi (barítono), Javier Zentner -que había reemplazó dos años Eduardo Vittar Smith (bajo)- y Eduardo Cogorno (tenor). En ese período grabaría cuatro álbumes y participaría del histórico recital que el Cuarteto Zupay realizó junto a Piero en la Facultad de Medicina de la Universidad de Buenos Aires, en 1972, en la que interpretaron una memorable versión de "La del televisor" de Piero, arreglada humorísticamente por Rubén Verna, utilizando los recursos aprendidos con Les Luthiers.
En 1974 compuso, en coautoría con Oscar Cardozo Ocampo, la música de la obra El inglés, sobre textos de Juan Carlos Gené. El inglés fue una las obras más destacadas realizadas con el Cuarteto Zupay, obra teatral-musical sobre las Invasiones Inglesas, protagonizada por el actor Pepe Soriano. La obra obtuvo un gran éxito y fue representada durante 1974, 1975 y primer trimestre de 1976, en todas partes del país, interrumpiéndose por el golpe militar del 24 de marzo de 1976 y repuesta a partir de 1983. Durante la dictadura militar fue incluido durante tres años en las listas negras, junto con el Cuarteto Zupay.
En 1979 fue convocado por el grupo Opus Cuatro, para reemplazar a Aníbal Bresco, permaneciendo como segundo tenor del grupo hasta 1982, y grabando un álbum. Opus Cuatro había debutado el 10 de julio de 1968 y se convertiría en uno de los grupos vocales más importantes de América Latina. Verna integró el grupo con Alberto Hassán (primer tenor), Hernando Irahola (barítono) y Federico Galiana (bajo). Verna, sería reemplazado en 1982 por Marcelo Balsells, quien permanecería desde entonces.
En 1981 volvió al Cuarteto Zupay permaneciendo hasta la disolución del grupo en 1991. Poco después de reingresar a Los Zupay, la recuperación de la democracia a fines de 1983, dio un fuerte impulso a las actividades artísticas, fuertemente restringidas o censuradas durante la dictadura autodenominada Proceso de Reorganización Nacional (1976-1983). El Cuarteto Zupay fue uno de los grupos más exitosos de los años postdictadura, grabando trece álbumes entre 1981 y 1989. 
Luego de la disolución del Cuarteto Zupay Verna formó un dúo con Eduardo Vittar Smith. Entre 1997 y 2000 fue director Nacional de Música.

## Discografía

### Álbumes con el Cuarteto Zupay
1. Cuarteto Zupay, CBS Columbia, 19316, 1973
2. Si todos los hombres..., CBS Columbia, E 19141, 1972
3. Canciones que canta el viento, Philips, 5334, 1975
4. El arte de Zupay, Philips (España), 1977
5. Dame la mano y vamos ya, Philips, 5377, 1981
6. La armonía del diablo, Philips, 1982
7. Cuarteto Zupay - Argentina, Organización de los Estados Americanos, OEA-019, 1982
8. El Inglés, Philips, 22006/7, 1983
9. Cuarteto Zupay - Antología, Philips, 6347 403 Serie Azul (Brasil), 1983
10. Nebbia-Zupay, para que se encuentren los hombres, RCA TLP 50134, 1983
11. Memoria del pueblo, Philips, 822 690 - 1, 1984
12. Canto a la poesía, Philips, 822 328 - 1 / 822 329 - 1, 1984
13. Canciones de amor, Philips, 824 979 -1, 1985
14. Canciones para convivir, Philips, 830 235 - 1, 1986
15. Canciones infantiles, Philips, 830 664 - 1, 1986
16. Mayo del 67, Philips 67416, 1987
17. Con los pies en la tierra, Philips, 842 118 - 1, 1989

### Álbumes con el Opus Cuatro
1. Opus Cuatro, 1976, CBS

### Para ver y oír
- En la sección "Sala de Audio" del Sitio Oficial de Opus Cuatro Archivado el 2 de abril de 2009 en Wayback Machine., es posible escuchar fragmentos de sus temas.
- "Ojalá" de Silvio Rodríguez, con el Cuarteto Zupay. Rubén Verna es la primera voz, YouTube.

- Datos: Q9071067